# Dundee Ice Arena
Le Dundee Ice Arena est un aréna multifonction de Camperdown dans le District de Dundee.
L'aréna a une capacité de 2 300 places, en faisant le troisième plus grand aréna d'Écosse après le Braehead Arena et le Fife Ice Arena. L'aréna accueille plusieurs évènements tels que les matchs à domicile des Dundee Stars et des compétitions de patinage artistique. Elle fut construite en 2000.